# Androctasias
En la mitología griega las androctasias (Ανδροκτασιαι) eran unas abstracciones que personificaban las «matanzas», las «masacres» y los «homicidios» ocurridos en las guerras. Hesíodo dice que eran hermanas de las Hisminas (Pugnas), las Macas (Guerras) y los Fonos (Asesinatos), de naturaleza similar. Eran hijas de Eris (la discordia), que las engendró por ella misma junto con una multitud de espíritus malignos. Con éstos, y con las keres (a las que se parecen mucho), solían acudir a los campos de batalla. En El escudo de Heracles se describe que allí estaban labradas la Persecución, la Retirada, el Contraataque, el Tumulto, la Masacre, la Discordia, el Desorden y la funesta Parca, con un guerrero vivo, arrastrándolo por los pies.